# Église Saint-Marcel de Sireuil
Pour les articles homonymes, voir Église Saint-Martin.
L’église Saint-Marcel est une église romane située au village de Sireuil, dans le département français de la Dordogne, en région Nouvelle-Aquitaine.
Elle fait l'objet d'une protection au titre des monuments historiques.

## Généralités
L'église Saint-Marcel est située dans l'est du département français de la Dordogne, au centre du village de Sireuil dans la commune de Les Eyzies-de-Tayac-Sireuil.
Elle est placée sous le patronage de saint Martin, évêque de Paris au IVe siècle.

## Historique
Le lieu apparaît sous le nom de Sireulh dans un pouillé du XIIIe siècle qui suit la construction de l'église.
L'église dépendait aux XIIIe et XIVe siècles de l'archiprêtré de Saint-André d'Allas et relevait directement de la juridiction de l'évêque.
Hormis une courte note de Jean Secret dans le Bulletin de la Société historique et archéologique du Périgord de 1976, il y a peu d'informations sur cette église.
L'avant-chœur couvert d'une coupole est du premier tiers du XIIe siècle. Le chœur est roman. Le portail est du XIIIe siècle de style limousin.
Une chapelle a été construite au XVIIe siècle au nord de l'avant-chœur. L'avant-chœur est surmonté d'un clocher carré.
La guerre de Cent Ans et les guerres de religion ont probablement eu des conséquences sur la structure de l'église.
La nef unique est lambrissée au XVIIe siècle sur des murs probablement plus anciens. La partie haute du clocher a été remontée au XVIIe siècle.
L'intendant de la généralité de Bordeaux demande en 1732 qu'un expert soit nommé pour faire un devis de réparation de l'église, qui est désignée sous le nom d'église Saint-Pierre, dont le corps et le clocher sont déclarés tomber en ruines. Le devis est fait en 1733 par Bertrand Bouissel, maître charpentier de Saint-Cyprien, et Jean Besangie de Mativie, maître maçon et recouvreur de Saint-Cyprien. On répare alors une grande brèche de maçonnerie et la vis du clocher.
Des travaux de restauration sont faits en 1849, puis en 1901-1905 par l'architecte Crouzelou.
Les toitures de la nef et du clocher ont été restaurées en 1977 et 1978, en 1980. D'autres restaurations sont faites en 1988. Les travaux sont terminés en 1990.
À partir de 2006, grâce à un don et la participation de la commune, des travaux sont entrepris pour la restauration du sol, l'installation électrique, la réparation de l'escalier en marbre, la restauration de la tribune avec une rambarde neuve à l'identique et des bancs.

## Protection
L'église Saint-Marcel de Sireuil est classée au titre des monuments historiques le 25 avril 1974.

## Architecture

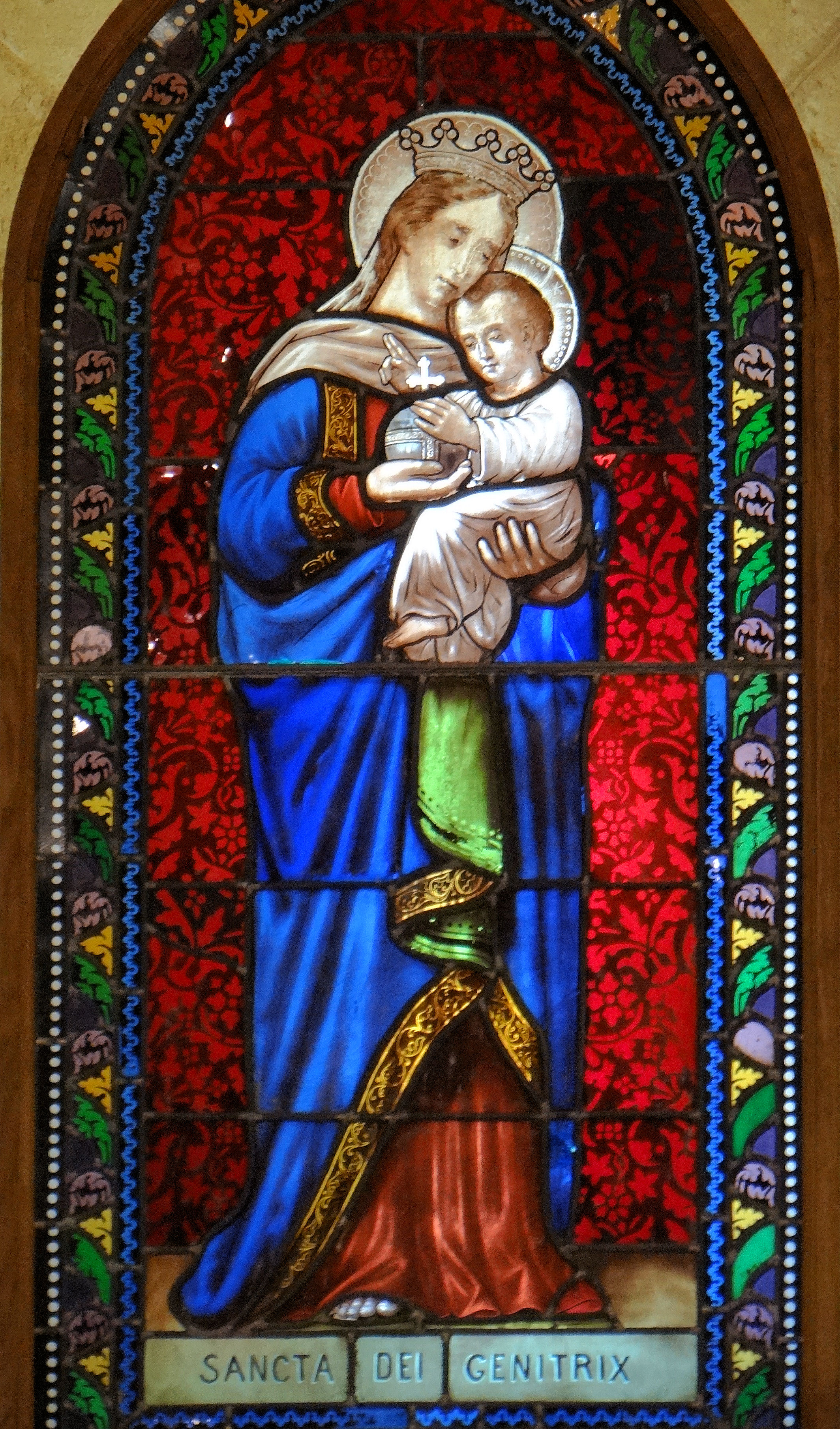
Vitrail de l'abside.

L'église comprend une nef unique suivie d'un avant-chœur et d'un chœur se terminant par une abside polygonale. L'église est limitée à l'ouest par un bâtiment construit au-dessus d'un passage voûté.
L'avant-chœur est couvert par une coupole portée par quatre grands arcs brisés, à rouleau, retombant sur des colonnes engagées à dosserets et sur des piedroits. La coupole a un diamètre de 4,20 m et repose sur un bandeau chanfreiné. L'avant-chœur est éclairé au sud par une seule baie. L'avant-chœur s'ouvre au nord sur une chapelle voûtée d'un berceau brisé et éclairée par un oculus. Le clocher carré s'élève au-dessus. L'avant-chœur est renforcé par quatre importants contreforts aux angles. La vis d'accès au clocher est placée dans le contrefort sud-ouest.
Le chœur est sous une voûte en berceau suivi, sans transition, d'une espèce de voûte en arc-de-cloître. Le chœur est éclairé par cinq baies percées sous des arcs d'applique retombant sur des colonnettes. À l'extérieur du chœur, des contreforts renforcent les angles.

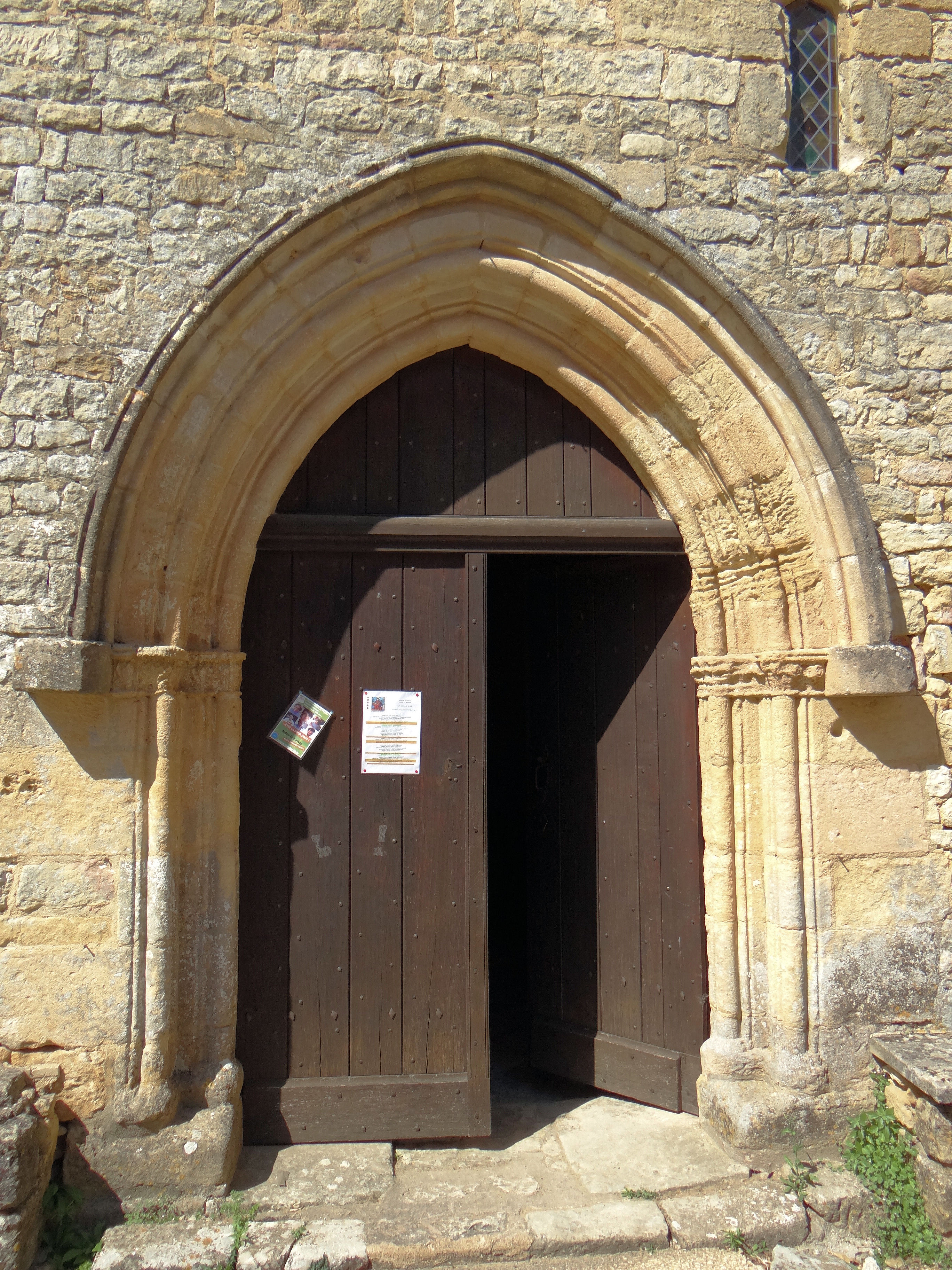
Portail
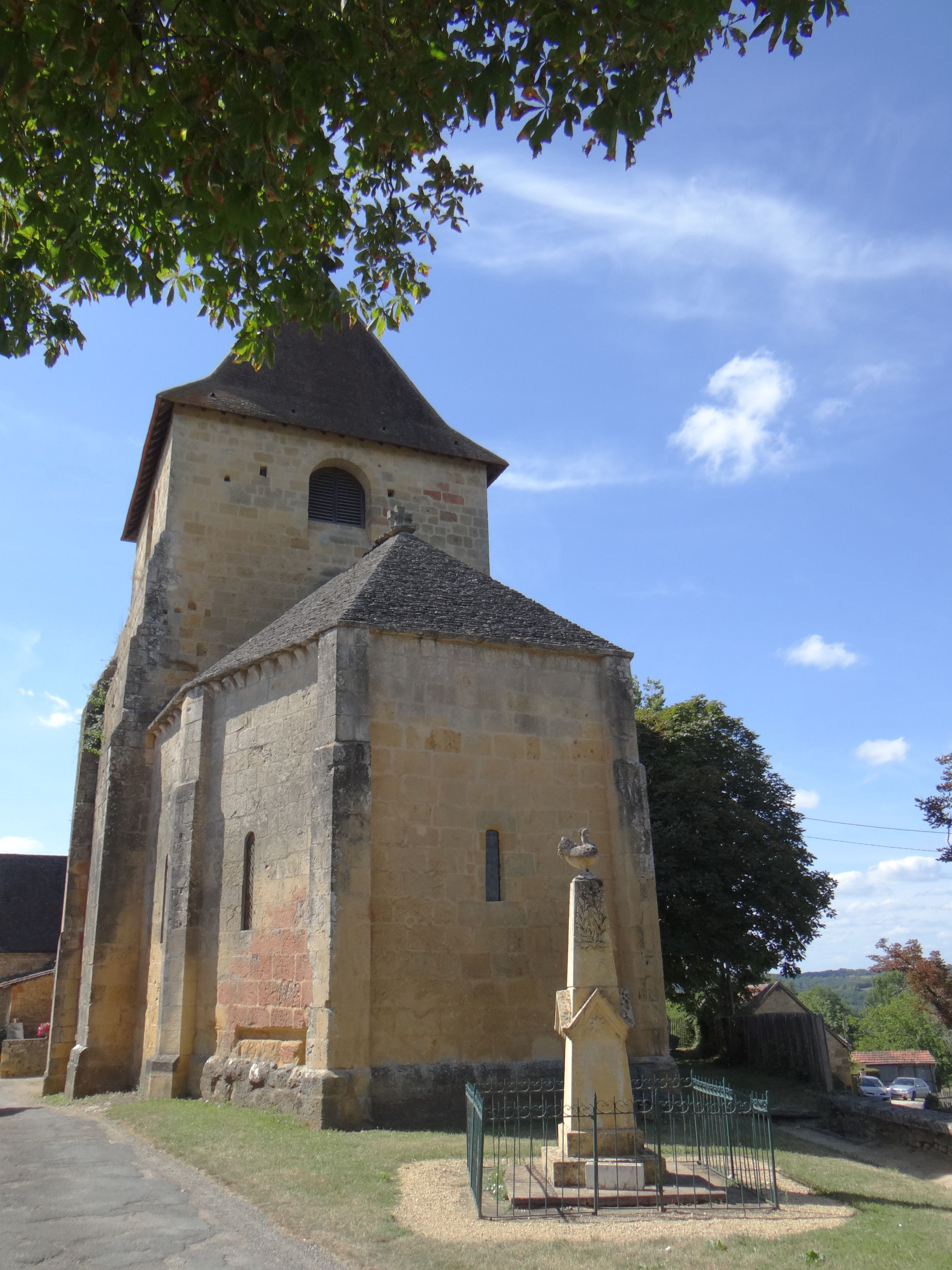
Le chevet roman de l'église
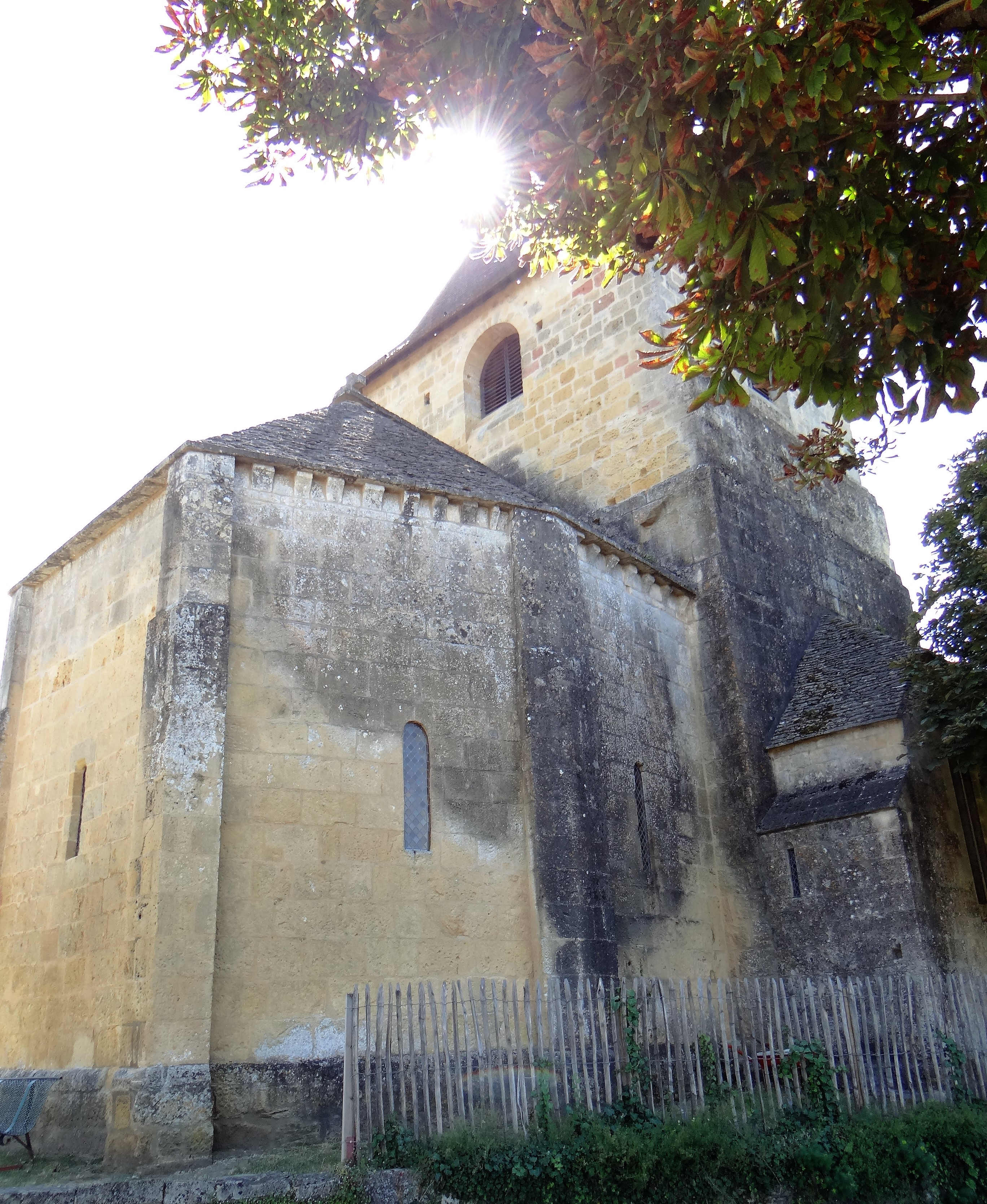
Chevet, chapelle nord et clocher
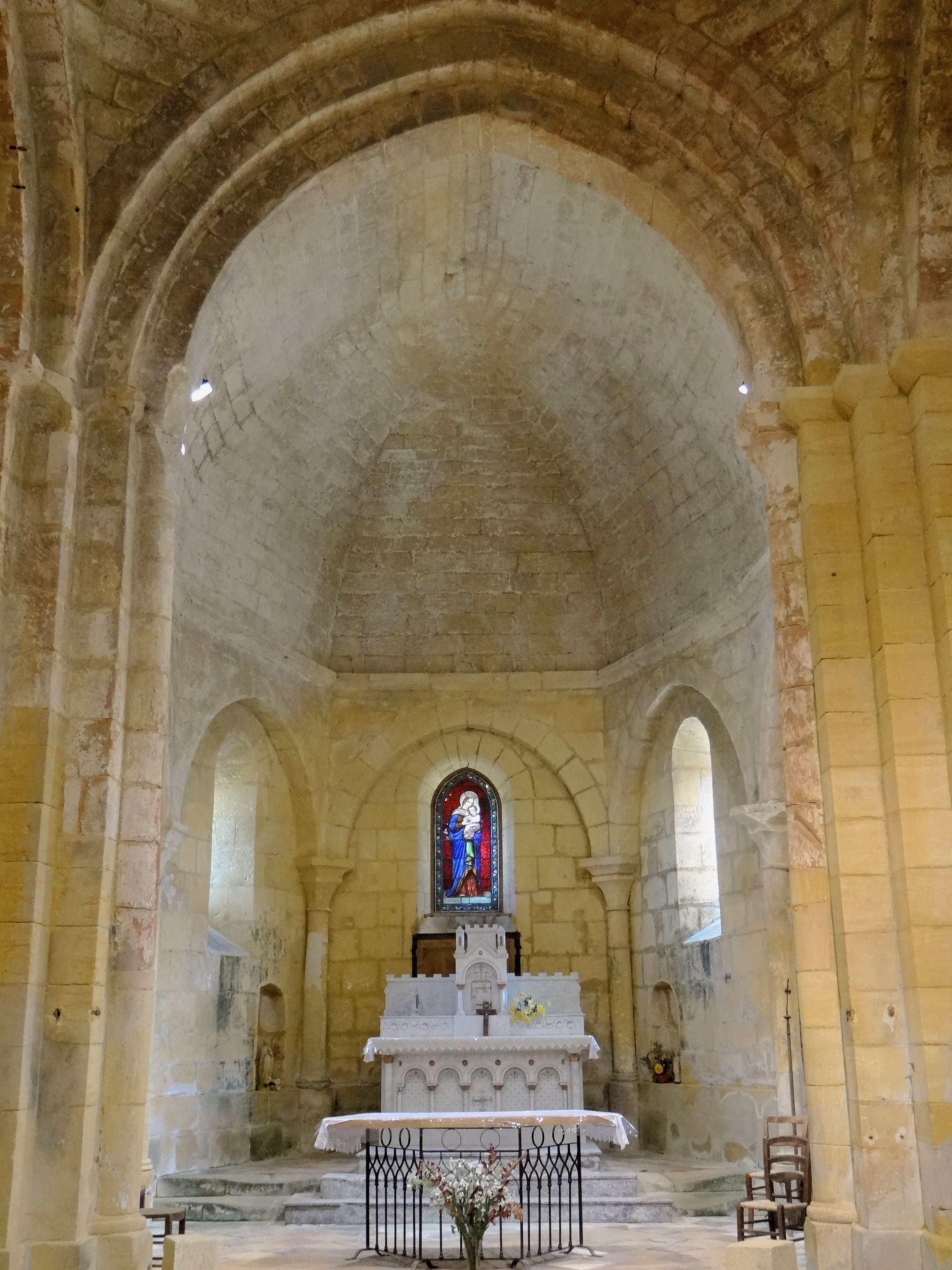
Le chœur roman
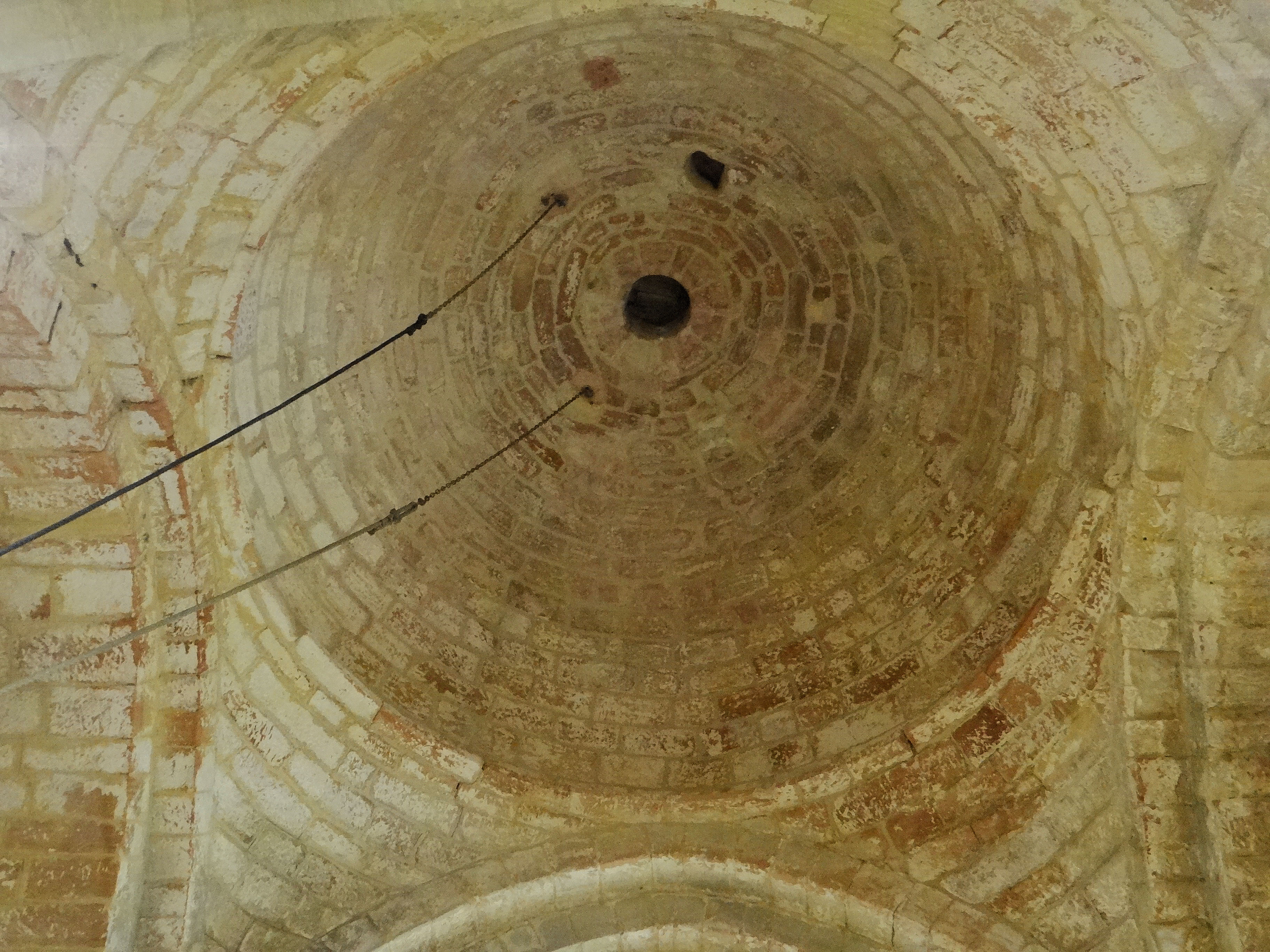
La coupole de l'avant-chœur
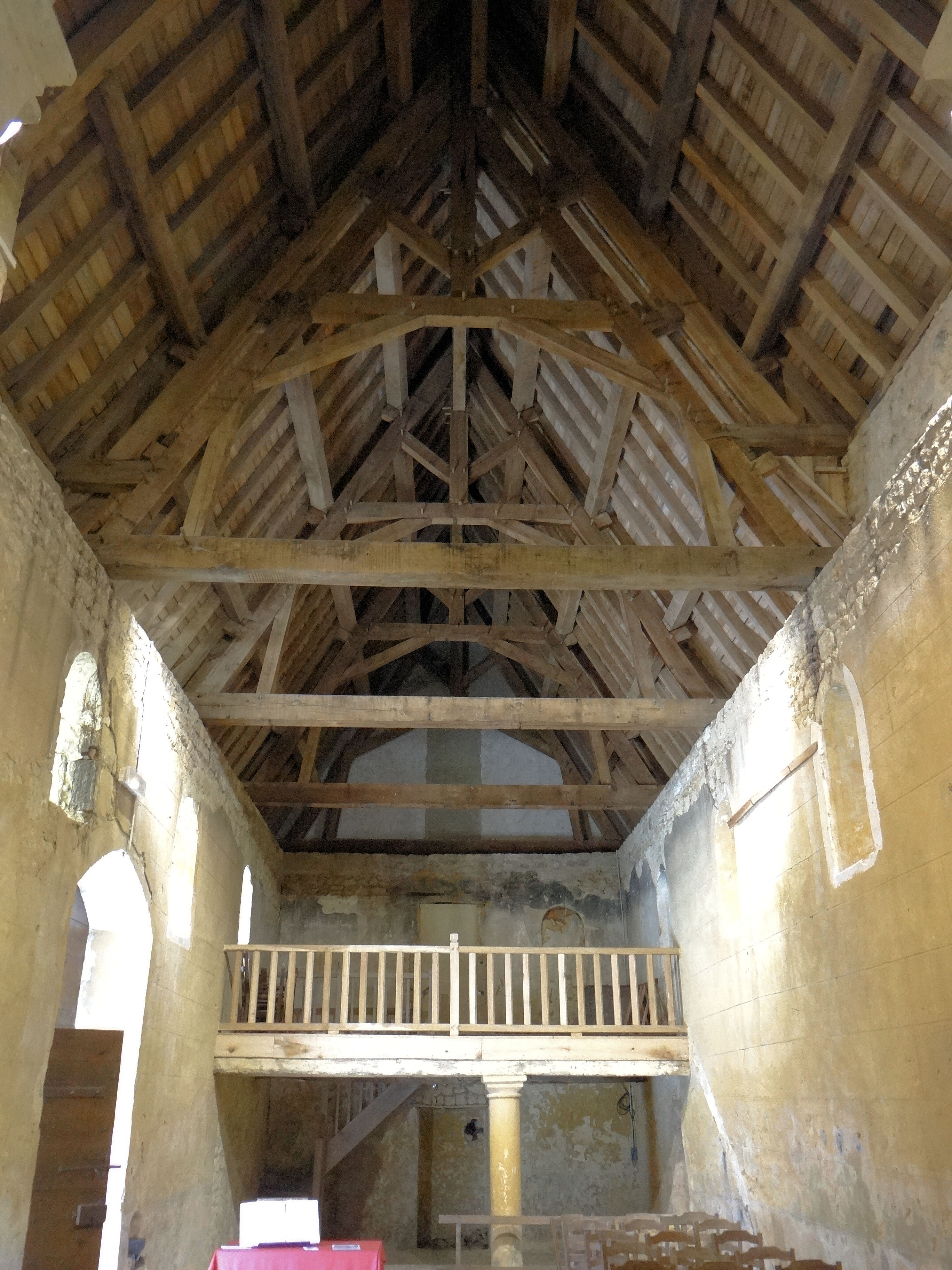
La nef

## Vitrail
Le vitrail de l'abside Sancta Dei Genetrix a été réalisé en 1875 par Jean Besseyrias, peintre verrier de Périgueux. Il a été restauré en 2002 par Madame Aletta Bakker van der Have.